# Цээл (Говь-Алтай)
Цээл (монг. Цээл) — сомон аймака Говь-Алтай в юго-западной части Монголии, площадь которого составляет 5 631 км². Численность населения по данным 2009 года составила 2 038 человек.
Центр сомона — посёлок Цээл, расположенный в 167 километрах от административного центра аймака — города Алтай и в 1168 километрах от столицы страны — Улан-Батора.

## География
Сомон расположен в юго-западной части Монголии. На территории Цээла располагаются горы Их хурэн, Хар азарга.
Из полезных ископаемых в сомоне встречаются медная руда, плавиковый шпат, каменный уголь, химическое и строительное сырье.

## Климат
Климат резко континентальный. Средняя температура января -16-20 градусов, июля +20-24 градусов. Ежегодная норма осадков 250 мм.

## Фауна
Животный мир Цээла представлен лисами, волками, косулями, аргалями, дикими козами, зайцами, тарбаганами.

## Инфраструктура
В сомоне есть школа, больница.